# Nữ chúa Lakshmibai

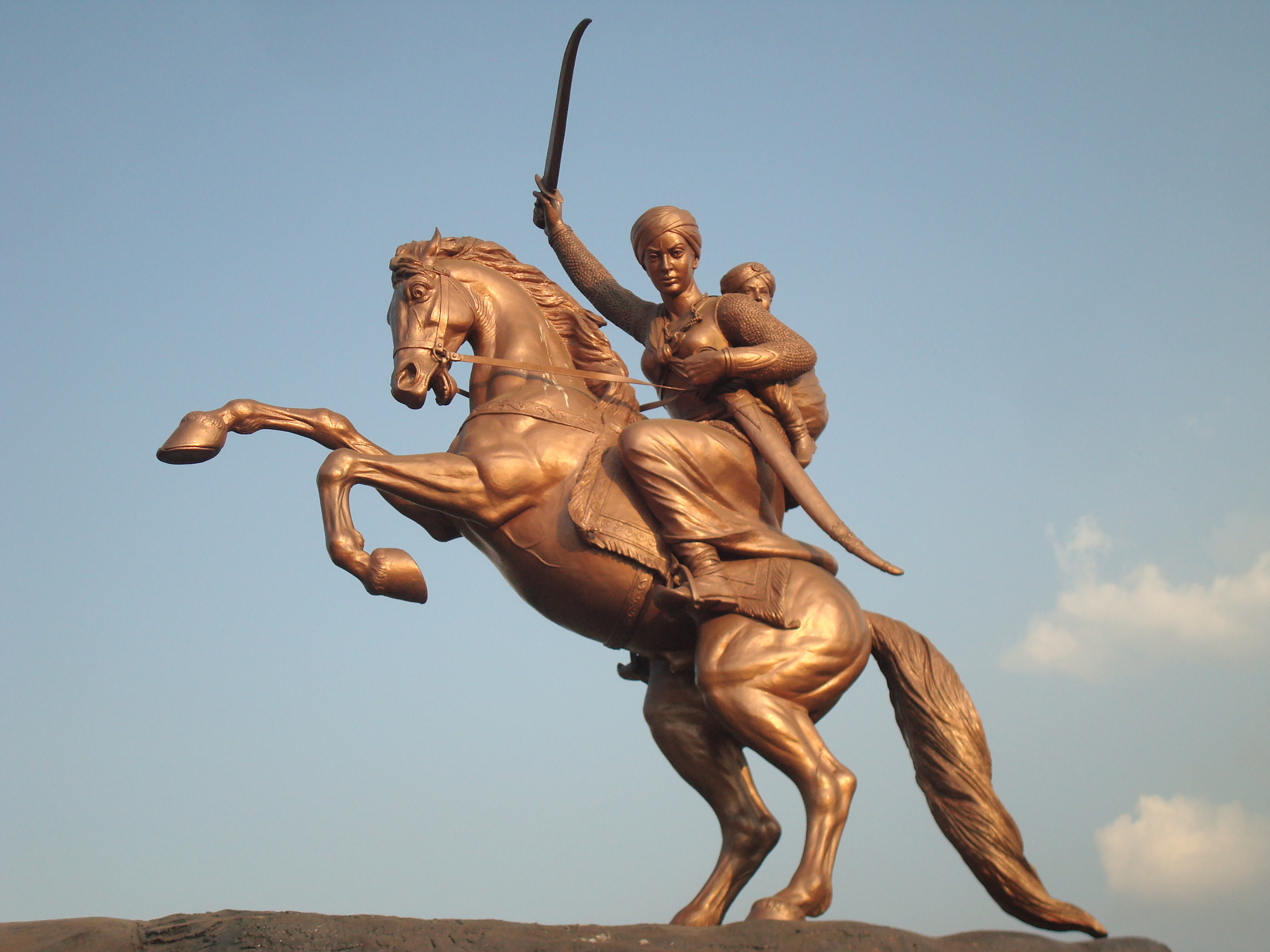
Tượng Nữ chúa Laxmibai

Lakshmi Bai (tiếng Hindi- झाँसी की रानी Marathi- झाशीची राणी; 1828 - 1858) được biết đến như Jhansi Ki Rani, hoặc nữ chúa của Jhansi, là một trong những nhân vật tiêu biểu của Ấn Độ trong cuộc khởi nghĩa vào năm 1857, và là một biểu tượng của sự phản kháng chính sách cai trị của thực dân Anh ở Ấn Độ. Bà là nữ chúa của nhà nước Maratha vùng Jhansi, nằm ở phần phía bắc của Ấn Độ.

## Vang danh
Trong gia đoạn này, cuộc chiến tranh du kích của nhân dân Ấn Độ bước sang một giai đoạn mới, mà nổi bật là sự góp mặt của Lakshmi Bai. Do không chịu nổi cảnh áp bức dân tộc thô bạo của thực dân Anh, Lakshmi Bai đã đích thân chỉ huy các đơn vị kỵ binh của mình cải trang thành nam giới đến đánh quân Anh ở những nơi nguy hiểm nhất. Khi quân Anh đột nhập vào thành phố Jhansi trung tâm của Vương quốc Maratha, bà đã theo thang dây từ một ngọn tháp và biến đi trong đêm tối. Sau đó đội quân của bà đã sáp nhập với đội quân của Tôpi và bà đã hi sinh trong một trận đánh quyết liệt với thực dân Anh. Người Ấn Độ luôn ghi nhớ tên tuổi của bà và xem bà như là một nữ anh hùng của dân tộc mình.